# Hermann Nuber
Hermann Nuber (Offenbach, 1935. október 10. – Offenbach, 2022. december 12.) nyugatnémet válogatott német labdarúgó, hátvéd, edző.

## Pályafutása

### Klubcsapatban
1954 és 1971 között - a teljes pályafutását - a Kickers Offenbach csapatában töltötte. Összesen 36 élvonalbeli Bundesliga mérkőzésen lépett a pályára és öt gólt szerzett.

### A válogatottban
Tagja volt az 1958-as svédországi világbajnokságon részt vevő keretnek, de tartalékként nem utazott a csapattal Svédországba, hanem akárcsak Wolfgang Peters, Rudi Hoffmann és Günter Sawitzki otthon maradt készenlétben. Nuber végül sohasem lépett a pályára a nyugatnémet válogatottban.

### Edzőként
1984-ben, márciustól júniusig volt klubja, a Kickers Offenbach vezetőedzője volt.

## Sikerei, díjai
NSZK
- Világbajnokság
  - 4.: 1958, Svédország